# Молодіжний чемпіонат світу з футболу 1999
Молодіжний чемпіонат світу з футболу 1999 року (англ. 1999 FIFA World Youth Championship) — 12-ий розіграш молодіжного чемпіонату світу, що проходив з 3 по 24 квітня 1999 року в Нігерії. Перемогу здобула збірна Іспанії, яка перемога у фіналі Японію з рахунком 4:0 і таким чином здобула дебютний трофей у своїй історії, а найкращим гравцем турніру став малієць Сейду Кейта.
Турнір проходив на восьми стадіонах у восьми нігерійських містах — Баучі, Калабар, Енугу, Ібадан, Кадуна, Кано, Лагос і Порт-Гаркорт.

## Кваліфікація

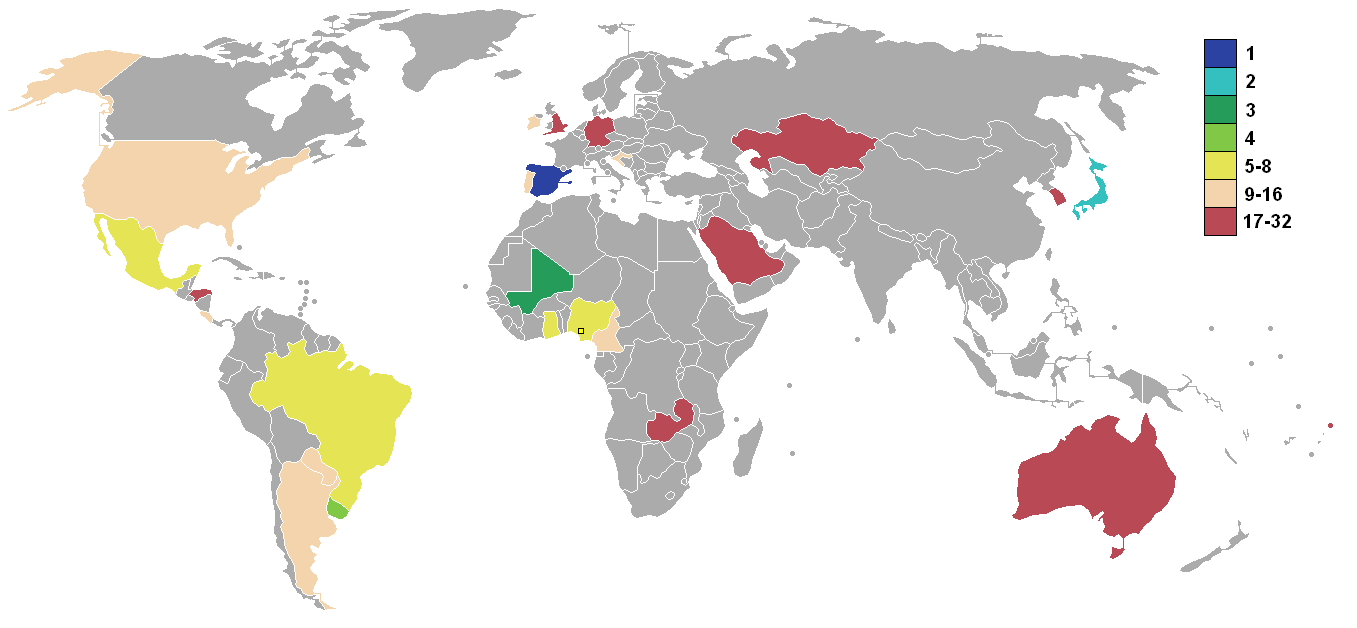
Країни-учасниці молодіжного чемпіонату світу та їх місця на турнірі

Нігерія автоматично отримали місце у фінальному турнірі на правах господаря. Решта 23 учасники визначилися за підсумками 6-ти молодіжних турнірів, що проводились кожною Конфедерацією, яка входить до ФІФА.
| Конфедерація | Турнір                                      | Збірні                                                 |
| ------------ | ------------------------------------------- | ------------------------------------------------------ |
| АФК          | Молодіжний чемпіонат Азії 1998              | Японія Казахстан1 Південна Корея Саудівська Аравія     |
| КАФ          | Господар                                    | Нігерія                                                |
| КАФ          | Молодіжний чемпіонат Африки 1999            | Камерун Гана Малі Замбія1                              |
| КОНКАКАФ     | Відбірковий турнір КОНКАКАФ 1998            | Коста-Рика Гондурас Мексика США                        |
| КОНМЕБОЛ     | Молодіжний чемпіонат Південної Америки 1999 | Аргентина Бразилія Парагвай Уругвай                    |
| ОФК          | Молодіжний чемпіонат ОФК 1998               | Австралія                                              |
| УЄФА         | Юнацький чемпіонат Європи (U-18) 1998       | Хорватія1 Англія Німеччина Португалія Ірландія Іспанія |

1.↑  Дебютант молодіжних чемпіонатів світу.

## Стадіони
| Ібадан | Лагос                | Енугу             | Порт-Гаркорт           |
| --- | -------------------- | ----------------- | ---------------------- |
| Ліберті Стедіум                                                                                              | Національний стадіон | Ннамді Азіківе    | Ліберейшн Стедіум      |
| Місткість: 40,000                                                                                            | Місткість: 45,000    | Місткість: 22,000 | Місткість: 25,000      |
| |                      |                   |                        |
| Ібадан Лагос Енугу Порт-Гаркорт Кано Калабар Кадуна БаучіМолодіжний чемпіонат світу з футболу 1999 (Нігерія) |                      |                   |                        |
| Кано | Калабар              | Кадуна            | Баучі                  |
| Сані Абача                                                                                                   | У.Дж. Есуене         | Ахмаду Белло      | Абубакар Тафава Балева |
| Місткість: 18,000                                                                                            | Місткість: 16,000    | Місткість: 16,500 | Місткість: 15,000      |
| |                      |                   |                        |

1.↑  Дебютант молодіжних чемпіонатів світу.

## Склади
Команди мали подати заявку з 18 гравців (двоє з яких — воротарі).

## Груповий етап
Переможці груп і команди, що зайняли другі місця, так само як і чотири найкращі команди, що зайняли треті місця, проходять в 1/8 фіналу.
| Умовні колірні позначення | Умовні колірні позначення          |
| ------------------------- | ---------------------------------- |
|                           | Команди, що проходять в 1/8 фіналу |

### Група A
| Збірна     | О | І | В | Н | П | ГЗ | ГП | РГ | Кваліфікація    |
| ---------- | - | - | - | - | - | -- | -- | -- | --------------- |
| Парагвай   | 6 | 3 | 2 | 0 | 1 | 5  | 6  | −1 | Вихід в плей-оф |
| Нігерія    | 4 | 3 | 1 | 1 | 1 | 4  | 3  | +1 | Вихід в плей-оф |
| Коста-Рика | 4 | 3 | 1 | 1 | 1 | 4  | 5  | −1 | Вихід в плей-оф |
| Німеччина  | 3 | 3 | 1 | 0 | 2 | 5  | 4  | +1 |                 |

| 3 квітня 1999 16:00 |

| Нігерія     | 1–1      | Коста-Рика          |
| ----------- | -------- | ------------------- |
| Агахова 20' | Протокол | Мелендес 83' (пен.) |

| Національний стадіон, Лагос Глядачів: 37,500 Арбітр: Сергій Шмолік (Білорусь) |

| 4 квітня 1999 16:00 |

| Німеччина                   | 4–0      | Парагвай |
| --------------------------- | -------- | -------- |
| Керн 44', 60', 69' Фалк 90' | Протокол |          |

| Національний стадіон, Лагос Глядачів: 2,500 Арбітр: Мохамед Геззаз (Марокко) |

| 7 квітня 1999 16:00 |

| Нігерія             | 2–0      | Німеччина |
| ------------------- | -------- | --------- |
| Шитту 69' Гарба 81' | Протокол |           |

| Національний стадіон, Лагос Глядачів: 20,000 Арбітр: Анхель Санчес (Аргентина) |

| 7 квітня 1999 19:00 |

| Коста-Рика | 1–3      | Парагвай                           |
| ---------- | -------- | ---------------------------------- |
| Гаріта 30' | Протокол | Санта-Крус 26' Вера 50' Куевас 66' |

| Національний стадіон, Лагос Глядачів: 18,000 Арбітр: Ян Вегереф (Нідерланди) |

| 10 квітня 1999 16:00 |

| Нігерія   | 1–2      | Парагвай                    |
| --------- | -------- | --------------------------- |
| Шитту 38' | Протокол | Фернандес 9' Мальдонадо 22' |

| Національний стадіон, Лагос Глядачів: 25,000 Арбітр: Ян Вегереф (Нідерланди) |

| 10 квітня 1999 19:00 |

| Коста-Рика             | 2–1      | Німеччина |
| ---------------------- | -------- | --------- |
| Бренес 33' Сантана 69' | Протокол | Тімм 38'  |

| Національний стадіон, Лагос Глядачів: 22,000 Арбітр: Анхель Санчес (Аргентина) |

### Група B
| Збірна    | О | І | В | Н | П | ГЗ | ГП | РГ | Кваліфікація    |
| --------- | - | - | - | - | - | -- | -- | -- | --------------- |
| Гана      | 7 | 3 | 2 | 1 | 0 | 5  | 1  | +4 | Вихід в плей-оф |
| Хорватія  | 5 | 3 | 1 | 2 | 0 | 6  | 2  | +4 | Вихід в плей-оф |
| Аргентина | 4 | 3 | 1 | 1 | 1 | 1  | 1  | 0  | Вихід в плей-оф |
| Казахстан | 0 | 3 | 0 | 0 | 3 | 1  | 9  | −8 |                 |

| 4 квітня 1999 16:00 |

| Гана           | 1–1      | Хорватія    |
| -------------- | -------- | ----------- |
| Офорі-Куає 68' | Протокол | Деранья 22' |

| Ахмаду Белло, Кадуна Глядачів: 16,000 Арбітр: Лу Цзюнь (Китай) |

| 4 квітня 1999 19:00 |

| Аргентина     | 1–0      | Казахстан |
| ------------- | -------- | --------- |
| Камб'яссо 44' | Протокол |           |

| Ахмаду Белло, Кадуна Глядачів: 16,000 Арбітр: Клаус Бо Ларсен (Данія) |

| 7 квітня 1999 16:00 |

| Гана           | 1–0      | Аргентина |
| -------------- | -------- | --------- |
| Офорі-Куає 76' | Протокол |           |

| Ахмаду Белло, Кадуна Глядачів: 5,000 Арбітр: Клаус Бо Ларсен (Данія) |

| 7 квітня 1999 19:00 |

| Хорватія                                                       | 5–1      | Казахстан   |
| -------------------------------------------------------------- | -------- | ----------- |
| Деранья 7' Миладин 11' Саболчкі 34' Банович 79' Б'єланович 88' | Протокол | Уразаєв 67' |

| Ахмаду Белло, Кадуна Глядачів: 5,000 Арбітр: Лу Цзюнь (Китай) |

| 10 квітня 1999 16:00 |

| Гана                  | 3–0      | Казахстан |
| --------------------- | -------- | --------- |
| Г'ян 51', 69' Аду 53' | Протокол |           |

| Ахмаду Белло, Кадуна Глядачів: 2,000 Арбітр: Клаус Бо Ларсен (Данія) |

| 10 квітня 1999 19:00 |

| Хорватія | 0–0      | Аргентина |
| -------- | -------- | --------- |
|          | Протокол |           |

| Ахмаду Белло, Кадуна Глядачів: 4,000 Арбітр: Лу Цзюнь (Китай) |

### Група C
| Збірна            | О | І | В | Н | П | ГЗ | ГП | РГ | Кваліфікація    |
| ----------------- | - | - | - | - | - | -- | -- | -- | --------------- |
| Мексика           | 7 | 3 | 2 | 1 | 0 | 5  | 2  | +3 | Вихід в плей-оф |
| Ірландія          | 6 | 3 | 2 | 0 | 1 | 6  | 1  | +5 | Вихід в плей-оф |
| Австралія         | 3 | 3 | 1 | 0 | 2 | 4  | 8  | −4 |                 |
| Саудівська Аравія | 1 | 3 | 0 | 1 | 2 | 2  | 6  | −4 |                 |

| 4 квітня 1999 16:00 |

| Австралія                                 | 3–1      | Саудівська Аравія |
| ----------------------------------------- | -------- | ----------------- |
| Чуліна 29' Майсано 72' Аль-Гарні 77' (аг) | Протокол | Дабо 90'          |

| Ліберті Стедіум, Ібадан Глядачів: 2,000 Арбітр: Густаво Мендес (Уругвай) |

| 4 квітня 1999 19:00 |

| Мексика    | 1–0      | Ірландія |
| ---------- | -------- | -------- |
| Маркес 10' | Протокол |          |

| Ліберті Стедіум, Ібадан Глядачів: 3,000 Арбітр: Карлос Сімон (Бразилія) |

| 7 квітня 1999 16:00 |

| Австралія        | 1–3      | Мексика                              |
| ---------------- | -------- | ------------------------------------ |
| Стерйовський 45' | Протокол | Маркес 2' Х. Родрігес 58' Осорно 83' |

| Ліберті Стедіум, Ібадан Глядачів: 500 Арбітр: Карлос Сімон (Бразилія) |

| 7 квітня 1999 19:00 |

| Саудівська Аравія | 0–2      | Ірландія             |
| ----------------- | -------- | -------------------- |
|                   | Протокол | Макфейл 42' Дафф 65' |

| Ліберті Стедіум, Ібадан Глядачів: 1,000 Арбітр: Густаво Мендес (Уругвай) |

| 10 квітня 1999 16:00 |

| Австралія | 0–4      | Ірландія                                  |
| --------- | -------- | ----------------------------------------- |
|           | Протокол | Садліер 20' Дафф 73' Гілі 74' Кросслі 90' |

| Ліберті Стедіум, Ібадан Глядачів: 800 Арбітр: Густаво Мендес (Уругвай) |

| 10 квітня 1999 19:00 |

| Саудівська Аравія | 1–1      | Мексика         |
| ----------------- | -------- | --------------- |
| Аль-Сакрі 37'     | Протокол | Л. Гонсалес 30' |

| Ліберті Стедіум, Ібадан Глядачів: 2,000 Арбітр: Сергій Шмолік (Білорусь) |

### Група D
| Збірна         | О | І | В | Н | П | ГЗ | ГП | РГ | Кваліфікація    |
| -------------- | - | - | - | - | - | -- | -- | -- | --------------- |
| Малі           | 6 | 3 | 2 | 0 | 1 | 6  | 6  | 0  | Вихід в плей-оф |
| Португалія     | 4 | 3 | 1 | 1 | 1 | 4  | 3  | +1 | Вихід в плей-оф |
| Уругвай        | 4 | 3 | 1 | 1 | 1 | 2  | 2  | 0  | Вихід в плей-оф |
| Південна Корея | 3 | 3 | 1 | 0 | 2 | 5  | 6  | −1 |                 |

| 5 квітня 1999 16:00 |

| Уругвай      | 1–2      | Малі                 |
| ------------ | -------- | -------------------- |
| Чевантон 65' | Протокол | Камара 51' Дісса 90' |

| Ннамді Азіківе, Енугу Глядачів: 16,000 Арбітр: Желько Ширич (Хорватія) |

| 5 квітня 1999 19:00 |

| Південна Корея   | 1–3      | Португалія                         |
| ---------------- | -------- | ---------------------------------- |
| Кім Кун Хьон 37' | Протокол | Р. Соуза 27' Сімау 85', 90' (пен.) |

| Ннамді Азіківе, Енугу Глядачів: 10,000 Арбітр: Ахмад Набіль Аяд (Ліван) |

| 8 квітня 1999 16:00 |

| Уругвай     | 1–0      | Південна Корея |
| ----------- | -------- | -------------- |
| Чевантон 3' | Протокол |                |

| Ннамді Азіківе, Енугу Глядачів: 6,000 Арбітр: Желько Ширич (Хорватія) |

| 8 квітня 1999 19:00 |

| Малі                               | 2–1      | Португалія   |
| ---------------------------------- | -------- | ------------ |
| Ам. Кулібалі 15' (пен.) Н'Діає 45' | Протокол | П. Кошта 55' |

| Ннамді Азіківе, Енугу Глядачів: 6,000 Арбітр: Ахмад Набіль Аяд (Ліван) |

| 11 квітня 1999 16:00 |

| Уругвай | 0–0      | Португалія |
| ------- | -------- | ---------- |
|         | Протокол |            |

| Ннамді Азіківе, Енугу Глядачів: 4,000 Арбітр: Олуфунмі Оланіян (Нігерія) |

| 11 квітня 1999 19:00 |

| Малі                   | 2–4      | Південна Корея                                            |
| ---------------------- | -------- | --------------------------------------------------------- |
| Дісса 57' Багайоко 60' | Протокол | Соль Ґі Хьон 3', 35' На Хі Кьон 22' (пен.) Лі Дон Ґук 69' |

| Ннамді Азіківе, Енугу Глядачів: 4,000 Арбітр: Желько Ширич (Хорватія) |

### Група E
| Збірна  | О | І | В | Н | П | ГЗ | ГП | РГ | Кваліфікація    |
| ------- | - | - | - | - | - | -- | -- | -- | --------------- |
| Японія  | 6 | 3 | 2 | 0 | 1 | 6  | 3  | +3 | Вихід в плей-оф |
| США     | 6 | 3 | 2 | 0 | 1 | 5  | 4  | +1 | Вихід в плей-оф |
| Камерун | 6 | 3 | 2 | 0 | 1 | 4  | 4  | 0  | Вихід в плей-оф |
| Англія  | 0 | 3 | 0 | 0 | 3 | 0  | 4  | −4 |                 |

| 5 квітня 1999 16:00 |

| Камерун        | 2–1      | Японія       |
| -------------- | -------- | ------------ |
| Комол 72', 89' | Протокол | Такахара 51' |

| Сані Абача, Кано Глядачів: 12,000 Арбітр: Вільям Маттус (Коста-Рика) |

| 5 квітня 1999 19:00 |

| Англія | 0–1      | США        |
| ------ | -------- | ---------- |
|        | Протокол | Келіфф 12' |

| Сані Абача, Кано Глядачів: 19,000 Арбітр: Мурад Даамі (Туніс) |

| 8 квітня 1999 16:00 |

| Камерун        | 1–0      | Англія |
| -------------- | -------- | ------ |
| Купер 63' (аг) | Протокол |        |

| Сані Абача, Кано Глядачів: 12,000 Арбітр: Вільям Маттус (Коста-Рика) |

| 8 квітня 1999 19:00 |

| Японія                                      | 3–1      | США          |
| ------------------------------------------- | -------- | ------------ |
| Даунінг 10' (аг) Такахара 51' Огасавара 85' | Протокол | Футагакі 74' |

| Абубакар Тафава Балева, Баучі Глядачів: 9,000 Арбітр: Артуро Дауден Ібаньєс (Іспанія) |

| 11 квітня 1999 16:00 |

| Камерун   | 1–3      | США                            |
| --------- | -------- | ------------------------------ |
| Кіойо 63' | Протокол | Твеллмен 38' 79' Боканегра 57' |

| Абубакар Тафава Балева, Баучі Глядачів: 9,000 Арбітр: Артуро Дауден Ібаньєс (Іспанія) |

| 11 квітня 1999 19:00 |

| Японія              | 2–0      | Англія |
| ------------------- | -------- | ------ |
| Ісікава 39' Оно 48' | Протокол |        |

| Абубакар Тафава Балева, Баучі Глядачів: 9,000 Арбітр: Мурад Даамі (Туніс) |

### Група F
| Збірна   | О | І | В | Н | П | ГЗ | ГП | РГ | Кваліфікація    |
| -------- | - | - | - | - | - | -- | -- | -- | --------------- |
| Іспанія  | 7 | 3 | 2 | 1 | 0 | 5  | 1  | +4 | Вихід в плей-оф |
| Бразилія | 6 | 3 | 2 | 0 | 1 | 8  | 3  | +5 | Вихід в плей-оф |
| Замбія   | 4 | 3 | 1 | 1 | 1 | 5  | 8  | −3 |                 |
| Гондурас | 0 | 3 | 0 | 0 | 3 | 4  | 10 | −6 |                 |

| 5 квітня 1999 |

| Замбія                                      | 4–3      | Гондурас                  |
| ------------------------------------------- | -------- | ------------------------- |
| Кампамба 18' Макуфі 45+2', 59' Мбамбара 82' | Протокол | Суасо 11' 86' де Леон 41' |

| У.Дж. Есуене, Калабар Глядачів: 12,000 Арбітр: Саймон Мікаллеф (Австралія) |

| 5 квітня 1999 |

| Іспанія       | 2–0      | Бразилія |
| ------------- | -------- | -------- |
| Габрі 15' 33' | Протокол |          |

| У.Дж. Есуене, Калабар Глядачів: 12,000 Арбітр: Феліпе Рамос (Мексика) |

| 8 квітня 1999 |

| Замбія | 0–0      | Іспанія |
| ------ | -------- | ------- |
|        | Протокол |         |

| У.Дж. Есуене, Калабар Глядачів: 8,000 Арбітр: Феліпе Рамос (Мексика) |

| 8 квітня 1999 |

| Гондурас | 0–3      | Бразилія                   |
| -------- | -------- | -------------------------- |
|          | Протокол | Еду 36', 80' Матузалем 41' |

| Ліберейшн Стедіум, Порт-Гаркорт Глядачів: 16,000 Арбітр: Олуфунмі Оланіян (Нігерія) |

| 11 квітня 1999 |

| Замбія      | 1–5      | Бразилія                                                                 |
| ----------- | -------- | ------------------------------------------------------------------------ |
| Сінкала 39' | Протокол | Роналдінью 27' Фабіу Ауреліу 45' Баїяно 65' Мансіні 69' Родріго Грал 80' |

| Ліберейшн Стедіум, Порт-Гаркорт Глядачів: 16,000 Арбітр: Саймон Мікаллеф (Австралія) |

| 11 квітня 1999 |

| Гондурас  | 1–3      | Іспанія                        |
| --------- | -------- | ------------------------------ |
| Оліва 76' | Протокол | Пабло 10' Варела 26' Рубен 31' |

| Ліберейшн Стедіум, Порт-Гаркорт Глядачів: 16,000 Арбітр: Мохамед Геззаз (Марокко) |

### Рейтинг третіх місць
| Збірна     | О | І | В | Н | П | ГЗ | ГП | РГ | Кваліфікація    |
| ---------- | - | - | - | - | - | -- | -- | -- | --------------- |
| Камерун    | 6 | 3 | 2 | 0 | 1 | 4  | 4  | 0  | Вихід в плей-оф |
| Уругвай    | 4 | 3 | 1 | 1 | 1 | 2  | 2  | 0  | Вихід в плей-оф |
| Аргентина  | 4 | 3 | 1 | 1 | 1 | 1  | 1  | 0  | Вихід в плей-оф |
| Коста-Рика | 4 | 3 | 1 | 1 | 1 | 4  | 5  | −1 | Вихід в плей-оф |
| Замбія     | 4 | 3 | 1 | 1 | 1 | 5  | 8  | −3 |                 |
| Австралія  | 3 | 3 | 1 | 0 | 2 | 4  | 8  | −4 |                 |

## Плей-оф
|  | 1/8 фіналу               | 1/8 фіналу         |                    |       | Чвертьфінали | Чвертьфінали |                   |                   | Півфінали | Півфінали |  |  | Фінал | Фінал |
|  |                          |                    |                    |       |              |              |                   |                   |           |           |  |  |       |       |
|  | 15 квітня — Енугу        |                    |                    |       |              |              |                   |                   |           |           |  |  |       |       |
|  |                          |                    |                    |       |              |              |                   |                   |           |           |  |  |       |       |
|  | Малі (д.ч.)              | 5                  |                    |       |              |              |                   |                   |           |           |  |  |       |       |
|  | Малі (д.ч.)              | 5                  | 18 квітня — Енугу  |       |              |              |                   |                   |           |           |  |  |       |       |
|  | Камерун                  | 4                  |                    |       |              |              |                   |                   |           |           |  |  |       |       |
|  | Камерун                  | 4                  | Малі               | 3     |              |              |                   |                   |           |           |  |  |       |       |
|  | 14 квітня — Кано         |                    | Малі               | 3     |              |              |                   |                   |           |           |  |  |       |       |
|  |                          | Нігерія            | 1                  |       |              |              |                   |                   |           |           |  |  |       |       |
|  | Ірландія                 | Нігерія            | 1                  | 1 (3) |              |              |                   |                   |           |           |  |  |       |       |
|  | Ірландія                 |                    | 21 квітня — Кадуна | 1 (3) |              |              |                   |                   |           |           |  |  |       |       |
|  | Нігерія (пен.)           | 1 (5)              |                    |       |              |              |                   |                   |           |           |  |  |       |       |
|  | Нігерія (пен.)           | 1 (5)              | Малі               | 1     |              |              |                   |                   |           |           |  |  |       |       |
|  | 15 квітня — Порт-Гаркорт |                    | Малі               | 1     |              |              |                   |                   |           |           |  |  |       |       |
|  |                          | Іспанія            | 3                  |       |              |              |                   |                   |           |           |  |  |       |       |
|  | Іспанія                  | Іспанія            | 3                  | 3     |              |              |                   |                   |           |           |  |  |       |       |
|  | Іспанія                  | 18 квітня — Кадуна |                    | 3     |              |              |                   |                   |           |           |  |  |       |       |
|  | США                      | 2                  |                    |       |              |              |                   |                   |           |           |  |  |       |       |
|  | США                      | 2                  | Іспанія (пен.)     | 1 (8) |              |              |                   |                   |           |           |  |  |       |       |
|  | 14 квітня — Кадуна       |                    | Іспанія (пен.)     | 1 (8) |              |              |                   |                   |           |           |  |  |       |       |
|  |                          | Гана               | 1 (7)              |       |              |              |                   |                   |           |           |  |  |       |       |
|  | Гана                     | Гана               | 1 (7)              | 2     |              |              |                   |                   |           |           |  |  |       |       |
|  | Гана                     |                    | 24 квітня — Лагос  | 2     |              |              |                   |                   |           |           |  |  |       |       |
|  | Коста-Рика               | 0                  |                    |       |              |              |                   |                   |           |           |  |  |       |       |
|  | Коста-Рика               | 0                  | Іспанія            | 4     |              |              |                   |                   |           |           |  |  |       |       |
|  | 14 квітня — Лагос        |                    | Іспанія            | 4     |              |              |                   |                   |           |           |  |  |       |       |
|  |                          | Японія             | 0                  |       |              |              |                   |                   |           |           |  |  |       |       |
|  | Парагвай                 | Японія             | 0                  | 2 (9) |              |              |                   |                   |           |           |  |  |       |       |
|  | Парагвай                 | 18 квітня — Лагос  |                    | 2 (9) |              |              |                   |                   |           |           |  |  |       |       |
|  | Уругвай (пен.)           | 2 (10)             |                    |       |              |              |                   |                   |           |           |  |  |       |       |
|  | Уругвай (пен.)           | 2 (10)             | Уругвай            | 2     |              |              |                   |                   |           |           |  |  |       |       |
|  | 14 квітня — Калабар      |                    | Уругвай            | 2     |              |              |                   |                   |           |           |  |  |       |       |
|  |                          | Бразилія           | 1                  |       |              |              |                   |                   |           |           |  |  |       |       |
|  | Бразилія                 | Бразилія           | 1                  | 4     |              |              |                   |                   |           |           |  |  |       |       |
|  | Бразилія                 |                    | 21 квітня — Лагос  | 4     |              |              |                   |                   |           |           |  |  |       |       |
|  | Хорватія                 | 0                  |                    |       |              |              |                   |                   |           |           |  |  |       |       |
|  | Хорватія                 | 0                  | Уругвай            | 1     |              |              |                   |                   |           |           |  |  |       |       |
|  | 15 квітня — Баучі        |                    | Уругвай            | 1     |              |              |                   |                   |           |           |  |  |       |       |
|  |                          | Японія             | 2                  |       | Фінал        | Фінал        |                   |                   |           |           |  |  |       |       |
|  | Японія (пен.)            | Японія             | 2                  | 1 (5) | Фінал        | Фінал        |                   |                   |           |           |  |  |       |       |
|  | Японія (пен.)            | 18 квітня — Ібадан | 18 квітня — Ібадан | 1 (5) |              |              | 24 квітня — Лагос | 24 квітня — Лагос |           |           |  |  |       |       |
|  | Португалія               | 18 квітня — Ібадан | 18 квітня — Ібадан | 1 (4) |              |              | 24 квітня — Лагос | 24 квітня — Лагос |           |           |  |  |       |       |
|  | Португалія               | Японія             | 2                  | 1 (4) | Малі         | 1            |                   |                   |           |           |  |  |       |       |
|  | 15 квітня — Ібадан       | Японія             | 2                  |       | Малі         | 1            |                   |                   |           |           |  |  |       |       |
|  |                          | Мексика            | 0                  |       | Уругвай      | 0            |                   |                   |           |           |  |  |       |       |
|  | Мексика                  | Мексика            | 0                  | 4     | Уругвай      | 0            |                   |                   |           |           |  |  |       |       |
|  | Мексика                  |                    |                    | 4     |              |              |                   |                   |           |           |  |  |       |       |
|  | Аргентина                | 1                  |                    |       |              |              |                   |                   |           |           |  |  |       |       |
|  | Аргентина                | 1                  |                    |       |              |              |                   |                   |           |           |  |  |       |       |

### 1/8 фіналу
| 14 квітня 1999 16:00 |

| Ірландія                          | 1–1      | Нігерія                                     |
| --------------------------------- | -------- | ------------------------------------------- |
| Садліер 35'                       | Протокол | Ікедія 70'                                  |
|                                   | Пенальті |                                             |
| Кросслі · Донноллі · Гірі · Квінн | 3–5      | Ікедія · Окуново · Аранка · Домбрає · Шитту |

| Сані Абача, Кано Глядачів: 20,000 Арбітр: Лу Цзюнь (Китай) |

| 14 квітня 1999 16:00 |

| Гана                     | 2–0      | Коста-Рика |
| ------------------------ | -------- | ---------- |
| Афріє 18' Офорі-Куає 82' | Протокол |            |

| Ахмаду Белло, Кадуна Глядачів: 1,000 Арбітр: Артуро Дауден Ібаньєс (Іспанія) |

| 14 квітня 1999 19:00 |

| Парагвай | 2–2      | Уругвай |
| --- | -------- | --- |
| Санта-Крус 62' (пен.), 86'                                                                                           | Протокол | Чевантон 32' Форлан 49'                                                                                     |
| | Пенальті | |
| Санта-Крус · Мальдонадо · Ескобар · Бланко · да Сільва · Флорентін · Домінгес · Вера · Куевас · Хіменес · Санта-Крус | 9–10     | Каноббіо · Кардосо · Пельєгрін · Каріні · Анчен · Сорондо · Корреа · Мачадо · Карреньйо · Каріні · Каноббіо |

| Національний стадіон, Лагос Глядачів: 1,500 Арбітр: Феліпе Рамос (Мексика) |

| 14 квітня 1999 19:00 |

| Бразилія                                                      | 4–0      | Хорватія |
| ------------------------------------------------------------- | -------- | -------- |
| Роналдінью 21' (пен.), 45' Фернандо Баїяно 48' (пен.) Еду 68' | Протокол |          |

| У.Дж. Есуене, Калабар Глядачів: 12,000 Арбітр: Ахмад Набіль Аяд (Ліван) |

| 15 квітня 1999 16:00 |

| Японія                                    | 1–1 (д.ч.) | Португалія                             |
| ----------------------------------------- | ---------- | -------------------------------------- |
| Ендо 48'                                  | Протокол   | Клаудіу 80'                            |
|                                           | Пенальті   |                                        |
| Оно · Наката · Мотояма · Такахара · Сакаї | 5–4        | Сімау · Клаудіу · Соуза · Кошта · Леал |

| Абубакар Тафава Балева, Баучі Глядачів: 8,000 Арбітр: Мохамед Геззаз (Марокко) |

| 15 квітня 1999 16:00 |

| Іспанія                          | 3–2      | США               |
| -------------------------------- | -------- | ----------------- |
| Пабло 15', 32' Хаві Ернандес 19' | Протокол | Твеллмен 49', 90' |

| Ліберейшн Стедіум, Порт-Гаркорт Глядачів: 15,600 Арбітр: Карлос Сімон (Бразилія) |

| 15 квітня 1999 19:00 |

| Мексика                                                    | 4–1      | Аргентина    |
| ---------------------------------------------------------- | -------- | ------------ |
| Осорно 52' Е. Родрігес 55' Х. Родрігес 67' Л. Гонсалес 88' | Протокол | Галлетті 41' |

| Ліберті Стедіум, Ібадан Глядачів: 16,000 Арбітр: Сергій Шмолік (Білорусь) |

| 15 квітня 1999 19:00 |

| Малі                                              | 5–4 (д.ч.) | Камерун                            |
| ------------------------------------------------- | ---------- | ---------------------------------- |
| Н'Діає 9' Багайоко 67' Камара 83' Дісса 90', 104' | Протокол   | Комол 10' 74' М'Бамі 23' Кіойо 26' |

| Ннамді Азіківе, Енугу Глядачів: 4,000 Арбітр: Анхель Санчес (Аргентина) |

### Чвертьфінали
| 18 квітня 1999 16:00 |

| Уругвай                       | 2–1      | Бразилія            |
| ----------------------------- | -------- | ------------------- |
| Анчен 44' Каноббіо 86' (пен.) | Протокол | Фернандо Баїяно 27' |

| Національний стадіон, Лагос Глядачів: 10,000 Арбітр: Мурад Даамі (Туніс) |

| 18 квітня 1999 16:00 |

| Малі                        | 3–1      | Нігерія   |
| --------------------------- | -------- | --------- |
| Багайоко 1', 72' Діарра 44' | Протокол | Гарба 17' |

| Ннамді Азіківе, Енугу Глядачів: 22,000 Арбітр: Сергій Шмолік (Білорусь) |

| 18 квітня 1999 19:00 |

| Японія             | 2–0      | Мексика |
| ------------------ | -------- | ------- |
| Мотояма 4' Оно 24' | Протокол |         |

| Ліберті Стедіум, Ібадан Глядачів: 17,000 Арбітр: Клаус Бо Ларсен (Данія) |

| 18 квітня 1999 19:00 |

| Іспанія                                                                                  | 1–1      | Гана                                                                       |
| ---------------------------------------------------------------------------------------- | -------- | -------------------------------------------------------------------------- |
| Баркеро 54' (пен.)                                                                       | Протокол | Офорі-Куає 90'                                                             |
|                                                                                          | Пенальті |                                                                            |
| Хаві Ернандес · Ломбардеро · Єсте · Гарсія · Хусуе · Бермудо · Марчена · Орбаїс · Варела | 8–7      | Анса · Разак · Аппіа · Амузу · Мохаммед · Г'ян · Абдул · Офорі-Куає · Блей |

| Ахмаду Белло, Кадуна Глядачів: 19,000 Арбітр: Вільям Маттус (Коста-Рика) |

### Півфінали
| 21 квітня 1999 16:00 |

| Малі      | 1–3      | Іспанія                          |
| --------- | -------- | -------------------------------- |
| Дісса 52' | Протокол | Варела 2', 26' Хаві Ернандес 90' |

| Ахмаду Белло, Кадуна Глядачів: 6,000 Арбітр: Лу Цзюнь (Китай) |

| 21 квітня 1999 19:00 |

| Уругвай      | 1–2      | Японія                 |
| ------------ | -------- | ---------------------- |
| Чевантон 24' | Протокол | Такахара 23' Нагаї 35' |

| Національний стадіон, Лагос Глядачів: 8,000 Арбітр: Саймон Мікаллеф (Австралія) |

### Матч за третє місце
| 24 квітня 1999 14:00 |

| Малі      | 1–0      | Уругвай |
| --------- | -------- | ------- |
| Кейта 30' | Протокол |         |

| Національний стадіон, Лагос Глядачів: 35,000 Арбітр: Желько Ширич (Хорватія) |

### Фінал
| 24 квітня 1999 17:00 |

| Іспанія                            | 4–0      | Японія |
| ---------------------------------- | -------- | ------ |
| Баркеро 5' Пабло 14' 30' Габрі 51' | Протокол |        |

| Національний стадіон, Лагос Глядачів: 38,000 Арбітр: Анхель Санчес (Аргентина) |

## Чемпіон
| Чемпіони світу U-20 1999 Іспанія (1-ий титул) Даніель Арансубія • Пабло Койра • Давід Бермудо • Франсіско Хав'єр Хусуе • Пабло Орбаїс () • Карлос Марчена • Габрі Гарсія • Хаві Ернандес • Пабло Коуньяго • Гонсало Кольса • Франсиско Єсте • Фернандо Варела • Ікер Касільяс • Алекс Ломбардеро • Давід Агансо • Хосе Баркеро • Рубен Суарес • Альваро Рубіо |

## Нагороди
По завершенні турніру були оголошені такі нагороди:
| Золотий бутс   | Золотий м'яч | Нагорода Fair Play |
| -------------- | ------------ | ------------------ |
| Пабло Коуньяго | Сейду Кейта  | Хорватія           |